# Obernzell
Obernzell je městys v německé spolkové zemi Bavorsko, v zemském okrese Pasov ve vládním obvodu Dolní Bavorsko. Leží na břehu řeky Dunaj.
Žije zde přibližně 3 800 obyvatel.

## Geografie
Leží na levém břehu řeky Dunaj, která zde tvoří hranici s Rakouskem.

### Sousední obce
| Růžice kompasu |         |                       | Untergriesbach          | Růžice kompasu |
| Růžice kompasu | Thyrnau | Sever                 |                         | Růžice kompasu |
| Růžice kompasu | Thyrnau | Obernzell             |                         | Růžice kompasu |
| Růžice kompasu | Thyrnau | Jih                   |                         | Růžice kompasu |
| Růžice kompasu |         | Esternberg (Rakousko) | Vichtenstein (Rakousko) | Růžice kompasu |